# Ivernos

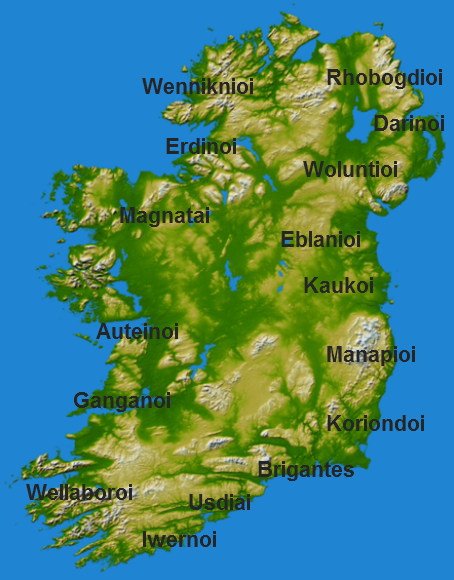
Antigos povos da Irlanda como descritos por Ptolomeu.

Os ivernos (em grego clássico: Ἰούερνοι; em irlandês:  Érainn) eram um povo do sudoeste da Irlanda, atestado por Cláudio Ptolomeu em sua Geografia. Ele ainda localiza uma cidade chamada Iverne (em grego clássico: Ἰουερνίς) em seu território, e identifica a ilha da Irlanda como um todo como Ivérnia (em grego clássico: Ἰουερνία). Evidentemente falavam línguas goidélicas como o restante dos habitantes da Irlanda, como atesta a abundância de inscrições em ogham em irlandês arcaico em suas terras, mas é possível que originalmente fossem falantes de uma língua britônica não atestada.

## História
Séculos antes de Ptolomeu, Estrabão e Pseudo-Aristóteles haviam identificado a ilha da Irlanda como um todo como Ierna (em grego clássico: Ίέρνη), o que, pela glotocronologia do grego, foi identificado como evidência de um antigo contato entre ivernos e jônicos.
Os antigos ivernos são identificados com os Érainn (por vezes chamados Dáirine), povo atestado em Munster durante a Idade Média, que governou Munster antes da ascensão dos Eóganachta. Povos ivernos na Munster medieval incluem os Corcu Loígde no sudeste de Cork, governantes antes dos Eóganachta dos quais a ainda existente família irlandesa O'Leary (em irlandês:  Ó Laoghaire ou Ó Laoire) é descendente direta; os Múscraige em Cork e Tipperary (um dos quais, Flaithbertach mac Inmainén, serviu como conselheiro-chefe de Cormac mac Cuilennáin e tornou-se Rei de Munster após sua morte); os Corcu Duibne em Kerry; e os Corcu Baiscind no oeste de Clare. Em Ulster, os ivernos foram representados pelos Dál Riata (cujos domínios se estenderam à atual Escócia) e os Dál Fiatach (que chegaram a governar o reino de Ulster).